# Ośrodek Badań nad Antykiem Europy Południowo-Wschodniej

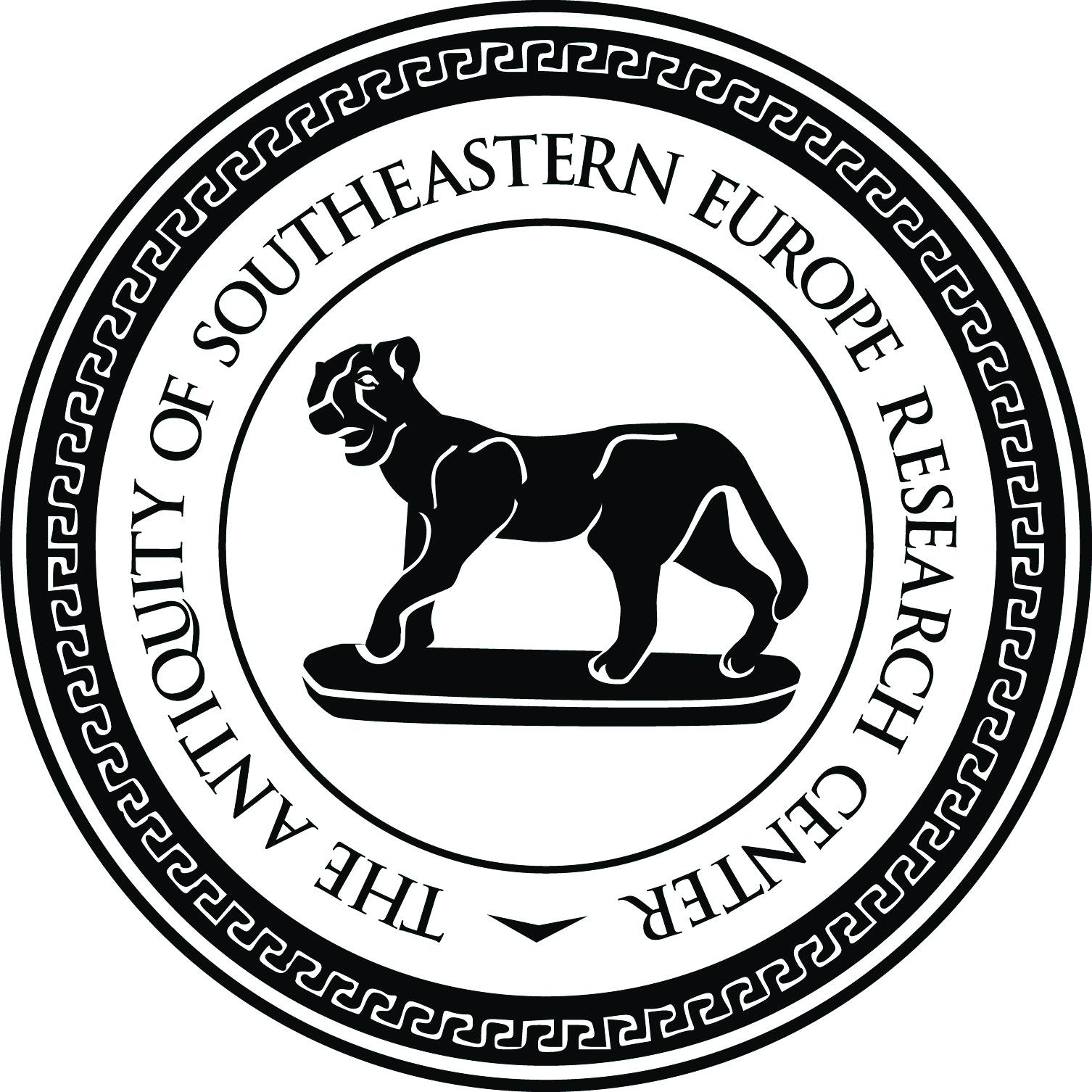
Logo Ośrodka Badań nad Antykiem Europy Południowo-Wschodniej

Ośrodek Badań nad Antykiem Europy Południowo - Wschodniej (OBA UW) jest jednostką badawczą powołaną decyzją Rektora z dnia 28 marca 1990 roku na Uniwersytecie Warszawskim. Ośrodek powstał z przekształcenia dawnej Ekspedycji Archeologicznej UW, działającej w Katedrze Archeologii Śródziemnomorskiej, w ramach tzw. Seminarium Klasycznego prof. dr hab. Kazimierza Majewskiego. Wraz z powołaniem jednostki Rektor UW zatwierdził Statut Ośrodka. W dniu 11 czerwca 1997 roku. W dniu 19 grudnia 2007 Senat zatwierdził nowy Regulamin Ośrodka (uchwała 323) – Monitor UW Nr 10F, pozycja 401, w którym zmienił nazwę na Ośrodek Badań nad Antykiem Europy Południowo-Wschodniej i nadał jej status jednostki podstawowej. Kolejne zmiany w Regulaminie Ośrodka zostały wprowadzone Zarządzaniem Rektora UW nr 108 z dnia 27 maja roku 2020, i były związane z wejście w życie nowej Ustawy o Szkolnictwie Wyższym. Dotyczą one tylko spraw organizacyjnych i nie zmieniają zakresu merytorycznego działań Ośrodka. Dyrektorem Ośrodka jest prof. dr hab. Piotr Dyczek, zastępcą dyrektora Janusz Recław. Pierwszym dyrektorem Ośrodka była prof. dr hab.Ludwika Press.

## Zakres badań Ośrodka
Ośrodka. OBA UW jest jednostką podstawową Uniwersytetu Warszawskiego. Statutowym zadaniem Ośrodka jest prowadzenie badań archeologicznych, szczególnie na obszarze Półwyspu Bałkańskiego i na terenach leżących wokół Morza Czarnego. Ośrodek organizuje i przeprowadza badania wykopaliskowe oraz wstępną konserwację badanych obiektów. Ośrodek prowadził badania archeologiczne na sześciu stanowiskach: Novae (Bułgaria) – siedziba legionu I Italskiego, Tanais (Rosja) – grecka i rzymska osada handlowa nad Donem, Rhizon (Czarnogóra) – stolica illiryjskiej królowej Teuty, Scodra i Bushati –ufortyfikowane miasta iliryjskie w północnej Albanii, Konsulovskoye (Ukraina) – grodzisko post-scytyjskie oraz badania podwodne w ramach projektu Danube Delta Underwater Heritage.Obecnie ze względu na sytuację polityczną badania w Tanais i Kosułowskoje zostały zawieszone.
Ośrodek uczestniczy w programach Unii Europejskiej. Tempus IV, Culture 2000 i Central Europe — World Heritage. Pierwszy program skoncentrowano na uruchomieniu w uniwersytetach krajów Zachodnich Bałkanów kierunku studiów łączących turystykę z ochroną i popularyzacją ich dziedzictwa kulturowego, Dzięki dwóm kolejnym programom zarówno Wał Antonina, rzymskie umocnienie graniczne w Wielkiej Brytanii oraz słowacki i węgierski odcinek limesu naddunajskiego został wpisany na listę Dziedzictwa Światowego UNESCO. Kolejne dwa programy EuroTech praz PICAS skoncentrowane są na wypracowaniu uniwersalnych zasad ochrony zagrożonych zabytków, szczególnie tych, które narażone są na zniszczenia wojenne oraz na zasadach finasowania zarządzania dziedzictwem kulturowym.
Od roku 2001 Ośrodek posiada bazę archeologiczną w Novae (Bułgaria), w której znajduje się bogate lapidarium zawierające najcenniejsze zabytki epigraficzne, pracownie, podręczne magazyny zabytków, zaplecze socjalne. Powstała również baza archeologiczna w Risan (Czarnogóra) pełniąca te same funkcje.
Ośrodek wydaje rocznik Novensia oraz liczne publikacje dotyczące prowadzonych wykopalisk – artykuły i monografie – publikacje związane z realizowanymi programami Unii Europejskiej.